# اوربن کون
اوربن کون (انگلیسی: Urban Cone) یک گروه موسیقی در سبک الکتروپاپ‌ و ایندی پاپ است که در سال ۲۰۱۱ در استهکلم سوئد تشکیل شد. اعضای آن امیل گستافسن (خواننده، بیس)، راسموس فلیکت (خواننده، کی‌بورد)، تیم فورمگرن (گیتار) و یاکوب سیوبرگ (کی‌بورد) است. اعضای آن در هنگام تشکیل همگی در دبیرستان بودند. آلبوم اول استودیویی آنها، جوانی ما (به انگلیسی: Our Youth)، که در سال ۲۰۱۳ منتشر شد در چارت سوئد به ۲۰ رسید و آلبوم دومشان با نام خاطرات قطبیده (به انگلیسی: Polaroid Memories) که در سال ۲۰۱۵ منتشر شد نیز در چارت سوئد به رتبه ۲۶ رسید.